# لوبارس
لوبارس (به آلمانی: Berlin-Lübars) یک منطقهٔ مسکونی در آلمان است که در Reinickendorf واقع شده‌است. لوبارس ۴٬۹۱۵ نفر جمعیت دارد.